# Игрунка Куля
Игрунка Куля (лат. Callithrix kuhlii) — примат из семейства Игрунковых. Видовое название дано в честь немецкого зоолога Генриха Куля (1797—1821).

## Описание
Небольшие приматы, весом от 350 до 400 грамм. Шерсть в основном чёрная, с серебристым отливом, голова серая, хвост загнут кольцом. На морде (лоб и щёки) белые отметины. Вокруг ушей пучки длинных волос. Большой палец не отстоит от остальных, ногти когтевидные.

## Распространение
Встречаются в Бразилии, в южной части штата Баия между реками Риу-ди-Контас и Жекитиньонья, а также в северной части штата Минас-Жерайс. Западная граница ареала точно не определена.

## Поведение
Образуют группы около семи особей. В группе может быть несколько половозрелых самцов и самок, причём количество самок примерно вдвое превосходит количество самцов. Социальное поведение сильно развито, большую часть дня животные проводят в совместных поисках пищи, взаимной чистке и играх. О молодняке проявляют заботу все члены группы. Повзрослев, самки остаются в родной группе, а самцы покидают её.
Всеядны. В рационе цветы, фрукты, нектар, семена и орехи, насекомые и пауки. Значительную часть рациона занимают древесные соки. Челюстной аппарат этих приматов приспособлен к прогрызанию отверстий в стволах деревьев с целью добычи древесных соков.
Передвигаются на четырёх конечностях, однако способны прыгать с дерева на дерево. В день в поисках пищи преодолевают от 830 до 1200 метров. Симпатричный вид — тамарин Leontopithecus chrysomelas — часто путешествует с группами игрунок Куля, ищет с ними пищу и предупреждает о нападении хищников.
Только доминантная самка в группе приносит потомство, при этом она может спариваться с несколькими самцами. Половой зрелости достигают в возрасте около года. Детёныши рождаются дважды в год. Беременность длится около 4,5 месяцев. В помёте обычно двое детёнышей, составляющих до 25 % массы её тела.

## Статус популяции
Международный союз охраны природы присвоил этому виду охранный статус «Близок к уязвимому», поскольку по оценкам 2008 года численность популяции сократилась на 20—25 % за 18 лет. Основная угроза популяции — разрушение среды обитания. Плотность популяции составляет 8,7—9,09 группы на км² или 50—68,06 особи на км² (оценки 1982 года).